# Надиров, Иван Никитич
Иван Никитич Надиров (1906 (1907) —1941) — советский композитор. По национальности армянин

## Биография
Иван Надиров родился 15 июля 1906 года в Елизаветполе, по другим данным в 1907 году. Член КПСС с 1930 года. В 1936 году окончил Московскую консерваторию по классу композиции Н. Я. Мясковского (до этого учился у М. Ф. Гнесина). В 1937 году приглашён на работу в Казахскую ССР, переехал в Алма-Ату. Писал музыку для казахских музыкальных коллективов и исполнителей. После начала Великой Отечественной войны ушёл добровольцем на фронт. Погиб в декабре 1941 года в бою под Смоленском.

## Творчество
Одно из наиболее известных ранних произведений Надирова — «Песня ашуга о Ленине» для виолончели с фортепиано (1936). В этом произведении можно услышать характерные интонации ашугов.
В 1937 году написал оперу «Шуга» по заказу казахского музыкального театра, в 1939 — музыку к опере «Теренкуль» («Глубокое озеро», либретто М. Ауэзова и А. Тажибаева).
В 1940 году написал музыку к балету «Весна» (либретто А. Тажибаева). Премьера балета, приуроченная к 20-летию Казахской ССР, прошла с большим успехом. За этот балет композитор был награждён почётной грамотой Верховного Совета Казахской ССР. Казахская танцовщица Шара Жиенкулова написала Надирову поздравительную телеграмму: «С чувством глубокого удовлетворения и безграничной радости поздравляю с большим праздником дорогого друга, талантливого композитора. Обнимаю, Шара». На основе музыки балета «Весна» в 1943 году в Театре оперы и балета им. Абая был поставлен балет «Казахская танцевальная сюита».
Надиров создал ряд камерно-инструментальных произведений. Написал произведения для скрипки с фортепиано «Пляски» (1936), «Сюита», для хора и оркестра «Кантата» (1940), для баяна «Танец с переходами».